# Джагра, Икбал Зафар
Икбал Зафар Джагра (англ. Iqbal Zafar Jhagra) — государственный и политический деятель Пакистана. В 2016 году занял должность губернатора провинции Хайбер-Пахтунхва.

## Биография
Родился в 1947 года в деревне Джагра, Северо-Западная пограничная провинция Пакистана. В 1997 году был избран в Сенат Пакистана, занимал также должность руководителя партии Пакистанская мусульманская лига (Н). В сенате Икбал Зафар был председателем Постоянного комитета сената по обороне, оборонному производству и авиации. В политической жизни страны он поддерживал Наваза Шарифа и выступал против режима Первеза Мушаррафа.
4 марта 2016 года был назначен на должность губернатора провинции Хайбер-Пахтунхва. На церемонии его инаугурации присутствовало около 5000 гостей. Резиденция Икбала Зафара Джагры расположена в Губернаторском доме Пешавара. В феврале 2017 года он сделал заявление, что готов участвовать в переговорах с движением Талибан ради прекращения террористических актов в провинции Хайбер-Пахтунхва.